# Darryl Allan Levy
Darryl Allan Levy, conhecido como d.a.levy (29 de Outubro de 1942 — 24 de Novembro de 1968), foi um escritor, artista e poeta norte-americano, de estilo alternativo, que exerceu o seu trabalho em Cleveland, Ohio, durante os anos 60. Elaborou textos ligados à cultura beatnik, e à poesia concreta.
Alguns dos seus trabalhos mais conhecidos são The North American Book of the Dead, Cleveland Undercovers, Suburban Monastery Poem e Tombstone as a Lonely Charm.
Suicidou-se em 24 de Novembro de 1968, com um tiro na cabeça.